# Salut comunitària
La salut comunitària és un dret natural i social, inherent a l'home (que l'Estat i la societat han de garantir), transcendint el concepte de cura del funcionament biològic individual, per introduir-nos en la relació dels individus entre si i amb l'Estat. En la seva condició d'integrants / residents d'un lloc geogràfic determinat (comunitat) capaços d'actuar amb autonomia, prendre decisions, accedir serveis de salut de bona qualitat i exercir el dret a participar.
La Declaració d'Alma Ata el 1978 va ser patrocinada conjuntament per l'Organització Mundial de la Salut (OMS) i el Fons de les Nacions Unides per a la Infància (UNICEF). Allà els representants de 134 nacions van aprovar una declaració en la qual es va instar a tots els governs, als agents de salut, de desenvolupament i a la comunitat mundial al fet que adoptin mesures urgents per promoure i protegir la salut de tots els ciutadans.
Es va definir així l'estratègia d'Atenció Primària de Salut (APS) com l'«assistència sanitària essencial basada en mètodes i tecnologies pràctics, científicament fundats i socialment acceptables, posada a l'abast de tots els individus i les famílies de la comunitat mitjançant la seva plena participació i a un cost que la comunitat i el país puguin suportar […] forma part integral tant del sistema nacional de salut […] com del desenvolupament social i econòmic de la comunitat. Representa el primer nivell de contacte dels individus, les famílies i les comunitats, portant el més a prop possible l'atenció de la salut al lloc on resideixen i treballen les persones i constitueix el primer element d'un procés permanent d'assistència a la salut». La Conferència reitera fermament que la salut, és l'estat de complet benestar físic, mental i social, i no solament l'absència d'afeccions o malalties, és un dret humà fonamental, que l'assoliment del grau més alt possible de salut és un objectiu social summament important a tot el món, la realització exigeix la intervenció de molts altres sectors socials i econòmics, a més del de la salut.
Atenció primària orientada a la comunitat (APOC). Es pot definir l'atenció primària orientada a la comunitat (APOC) com «la pràctica de l'atenció primària amb responsabilitat poblacional, orientada a la millora de la salut d'una comunitat definida, basada en la identificació de les necessitats de salut i les accions d'atenció corresponents, amb la participació de la comunitat i amb la coordinació de tots els serveis implicats en la salut o en els seus determinants».